# 7月15日烈士大橋

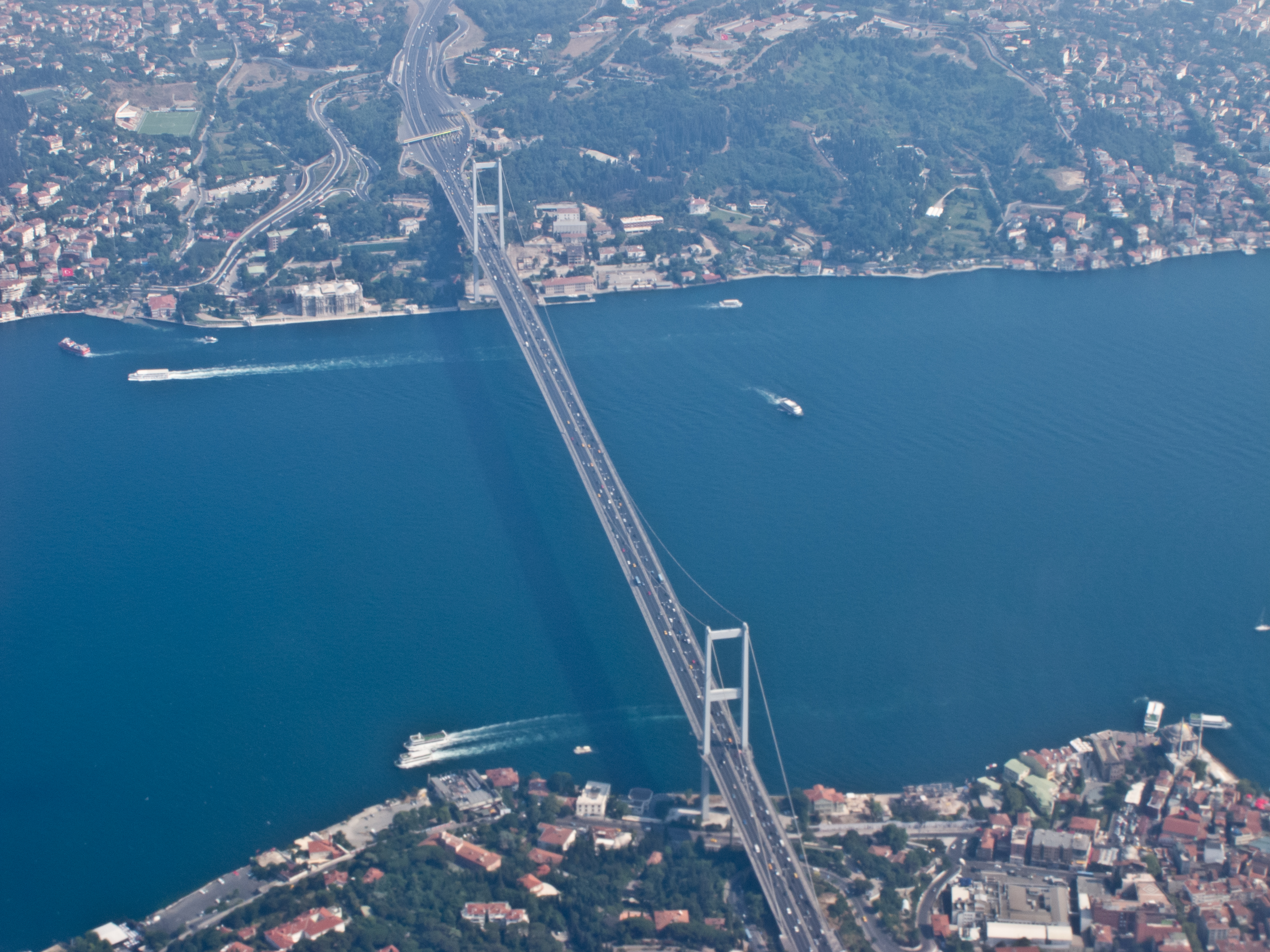
俯瞰大桥

7月15日烈士大橋（土耳其語：15 Temmuz Şehitler Köprüsü），前稱博斯普魯斯大橋（Boğaziçi Köprüsü），是位於土耳其伊斯坦堡的一座懸索橋，為第一座跨越博斯普魯斯海峽並連結亞洲與歐洲兩大陸的跨海大橋。以北約5公里處有另一座名為「穆罕默德二世大橋」的跨海大橋，為了區別，所以博斯普魯斯大橋又常稱為「第一博斯普魯斯大橋」，而穆罕默德二世大橋則稱為「第二博斯普魯斯大橋」。
博斯普魯斯大橋的興建決定於土耳其总理阿德南·曼德列斯任內的1957年，於1970年2月開始動工，1973年10月30日落成啟用，當天為土耳其建国50周年纪念日的翌日。2016年7月25日，土耳其內閣通過易名，以紀念當年7月15日未遂政變喪生的人。
博斯普魯斯大橋全長1,510米，離海面64米，路寬39米，分為6線道。